# Октомврийска революция (орден)
Вижте пояснителната страница за други значения на Октомврийска революция.
Орденът на Октомврийската революция (на руски: Орден Октябрьской Революции) е учреден на 31 октомври 1967 г. по повод 50-годишината от Октомврийската революция.
С него са награждавани граждански и военни лица и организации, отделни комунисти или цели служби, изявили се в СССР. Смятан е за 2-ри по значимост след ордена „Ленин“.
Орденът представлява значка във формата на червена звезда, а в центъра има пентаграм, на който е изобразен крайцерът Аврора участвал в революцията. Над пентаграма е червеното знаме, на което е изписано Октомврийска революция на руски език. В долния край се намира емблемата сърп и чук.
Руският кораб „Аврора“, дал залп за началото на решаващия щурм на Зимния дворец, също е награден с такъв орден.